# Ritratto di Lunia Czechowska con una camicia bianca
Ritratto di Lunia Czechowska con una camicia bianca è un dipinto a olio su tela (70 x45 cm) realizzato nel 1917 dal pittore italiano Amedeo Modigliani.
Si trova esposto al Pola Museum di Hakone in Giappone. Molto interessante notare la rappresentazione degli occhi, che appaiono di un intenso azzurro ma sostanzialmente assenti.